# Mígdon
Mígdon (en grec antic Μύγδων) va ser, segons la mitologia grega, un rei de Frígia. Segons Homer, a la Ilíada, regnava a les ribes del riu Sangari. Una vegada les amazones van atacar el seu país, i havia estat ajudat per Príam. Com a agraïment va acudir a defensar Troia quan els grecs van assetjar la ciutat. És el pare de l'heroi Coreb, que va morir quan els grecs van prendre la ciutat, defensant Cassandra al temple d'Atena.
Un altre Mígdon era germà d'Àmic, rei com ell dels bèbrices. Va ser vençut per Hèracles, aliat de Licos, amb qui estava en guerra. L'heroi va conquerir el seu regne i hi va fundar Heraclea Pòntica.